# Задорнов, Николай Павлович
Никола́й Па́влович Задо́рнов (22 ноября (5 декабря) 1909, Пенза, Российская империя — 18 июня 1992, Рига, Латвия) — русский советский писатель, сценарист; заслуженный деятель культуры Латвийской ССР (1969), лауреат Сталинской премии второй степени (1952).
Отец писателя-сатирика Михаила Задорнова (1948—2017).
Происходил из семьи трудовой интеллигенции, вырос в Забайкалье, долго жил на Урале и на Дальнем Востоке, с 1948 года до конца жизни постоянно проживал в Латвии. Творческий путь Николая Задорнова начался в Пензенском театре, и до середины 1940-х годов он совмещал деятельность актёра, журналиста и писателя. Первая публикация — повесть о дружбе башкира и русского кузнеца «Могусюмка и Гурьяныч» — вышла в 1937 году (переиздание 1956). На Дальнем Востоке определилась основная тематика творчества Н. Задорнова — эпопея о русском освоении Дальнего Востока, что привело к публикации трилогии романов: «Амур-батюшка» (1941—1948), «Золотая лихорадка», «Далёкий край». Постепенно тематика стала расширяться: в 1950-е годы вышла трилогия об адмирале Невельском и Амурской экспедиции. В 1970-е годы вышла трилогия «Чёрные корабли с Севера», осмыслявшая экспедицию адмирала Путятина в Японию, романы 1980-х годов, продолжавшие ту же тематику, образовали трилогию о Гонконге («Гонконг», «Владычица морей», «Ветер плодородия», 1982—1992). В последние годы жизни работал над романом об основании Владивостока, оставшемся неоконченным. В 1977—1979 годах вышло шеститомное собрание сочинений писателя, включавшее две первых трилогии, после 1990-х годов произведения неоднократно переиздавались. В литературной критике высказывались полярно противоположные мнения о писательском даровании Н. П. Задорнова и литературной ценности его прозы.

## Биография
Николай Павлович Задорнов родился 22 ноября (5 декабря) 1909 года в Пензе в семье врача-ветеринара Павла Ивановича Задорнова и Веры Михайловны Задорновой (урождённой Шестаковой), вырос в Чите, где его отец работал после революции. На становление будущего писателя повлияло чтение описаний путешествий Н. М. Пржевальского и В. К. Арсеньева. С 14-летнего возраста Николай увлёкся театром, играл в школьных спектаклях, основал агитбригаду. Школу оканчивал на родине родителей в Пензе, где начал работу в профессиональном театре. Три года прослужил в Сибирском экспериментальном театре, а далее перешёл в Уфимский городской театр. В эти же годы параллельно занимался журналистской деятельностью, был литературным сотрудником газет «Белорецкий рабочий», «Советская Сибирь», «Красная Башкирия». В 1937 году опубликовал в Москве свою первую повесть «Могусюмка и Гурьяныч». В 1937 году перешёл в театр Комсомольска-на-Амуре, где заведовал литчастью и играл как актёр. Всё это время он не оставлял журналистской деятельности, вёл красноармейский литературный кружок. Интерес к истории Дальнего Востока возник у Задорнова, когда городские власти поручили ему написать историю села Пермского, на месте которого был основан Комсомольск. В 1941 году в хабаровском журнале «На рубеже» был напечатан первый том романа «Амур-батюшка», книжное издание которого вышло в Дальгизе в 1944 году. Во время Великой Отечественной работал в Хабаровском краевом радиокомитете (не был призван на военную службу из-за близорукости) и в хабаровской газете «Тихоокеанская звезда», проживая в Комсомольске-на-Амуре. Опубликовал более двухсот очерков и радиорепортажей. В 1944 году Н. П. Задорнов был принят в Союз писателей. Осенью 1945 года Н. П. Задорнов вместе с другими дальневосточными писателями принял участие в походе на Маньчжурию качестве корреспондента Хабаровского краевого отделения ТАСС.
В 1946 году Николай Задорнов уехал с семьёй с Дальнего Востока. Не закрепившись в Москве, по предложению А. А. Фадеева в 1948 году обосновался в Риге, где прожил до конца жизни. В Союзе писателей Латвии Задорновым была создана секция русских писателей, которую он возглавил, был первым редактором литературно-публицистического журнала «Парус», в котором публиковались произведения латышских авторов на русском языке. Занимался переводами своих романов на латышский язык. Перевёл латышский роман «Просвет в тучах» А. Упита. Писатель продолжал работать на генеральной темой освоения в XIX веке российского Дальнего Востока, о подвигах землепроходцев. В 1952 году удостоен Сталинской премии второй степени.

Памятник Николаю Задорнову в Хабаровске

В 1969 и 1972 годах посещал Японию. В 1971 году опубликовал роман «Цунами» — об экспедиции адмирала Е. В. Путятина в Японию в 1854—1855 годах. Тематика была продолжена в романах 1980-х годов, посвящённых судьбе русских моряков в Гонконге, во время обороны Петропавловска 1854 года и заключения Айгунского договора. Написал также роман о современности «Жёлтое, зелёное, голубое…» (книга 1, 1967), книгу путевых очерков «Голубой час» (1968) и другие.
Скончался 18 июня 1992 года в Риге на 83-м году жизни. Похоронен в Юрмале, на кладбище в Яундубулты.

## Генеалогия
Согласно семейному преданию, Задорновы происходят из села Терновка Пензенской губернии (ныне микрорайон Пензы).
- Отец — Павел Иванович Задорнов (1875 — 31 мая 1933), родился в селе Терновка. Окончил Казанский ветеринарный институт. Работал ветеринаром, арестован в Чите по обвинению в уничтожении скота, осуждён в 1933 году на 10 лет, умер в тюрьме, реабилитирован в 1957 году[9].
  - Дед — Иван Задорнов, сапожник, сын лесника. Переехал в Пензу[7].
- Мать — Вера Михайловна Задорнова (урождённая Шестакова; 1877 — 21 июня 1952), дочь священника. Вера Михайловна окончила женскую гимназию с золотой медалью и Высшие коммерческие курсы в Санкт-Петербурге, после смерти мужа вернулась в Пензу, окончила Московский заочный институт иностранных языков и курсы переводчиков, преподавала немецкий язык в школе[10].
  - Дед — Михаил Иванович Шестаков[11] (1844, Тверь — 15 [27] марта 1895), выпускник Московской духовной академии, кандидат богословия, преподаватель латыни и Закона Божьего, с 1873 года священник Пензенского кафедрального собора[12][13].
  - Бабка — Ольга Ивановна Шестакова (урождённая Войнова[14]; 1840 — 20 мая [2 июня] 1915)[12].

## Семья
- Старший брат Борис (1904 — 26 июля 1943) — по словам Николая, получил два высших образования и был учёным-биологом, но после ареста и смерти отца и кражи диссертационной работы стал душевнобольным и жил с матерью в Пензе. Умер от голода во время Великой Отечественной войны[15].
- Жена — Елена Мельхиоровна Задорнова (урождённая Покорно-Матусевич; 1909—2003), полька по национальности, работала корректором в уфимской газете, на работе познакомилась с Николаем и вышла за него замуж после развода с первым мужем[16][17].
  - Дочь — Людмила (род. 1942), преподаватель английского языка в Балтийской международной академии, автор книги «Задорновы. История рода» (2009).
    - Внук — Алексей Валерьевич Задорнов, юрист, предприниматель, руководитель юридической фирмы. В 2018 году стал директором библиотеки имени Николая Задорнова в Доме Москвы в Риге[18].

  - Сын — Михаил (1948—2017), известный писатель-сатирик.
    - Внучка — Елена (род. 1990), актриса, окончила Российский университет театрального искусства — ГИТИС, проживает на Мальте, снималась в мальтийских телесериалах, а также в фильме «Однажды в Америке, или Чисто русская сказка» по сценарию своего отца[19][20][21].

## Литературная деятельность
Вольфганг Казак утверждал, что «книги 3адорнова не отличаются исторической достоверностью, свидетельствуют об интересе автора к фольклорным частностям; они очень растянуты и лишены психологической глубины». Писатель прямо именуется «бездарным». Геннадий Красухин также утверждал, что писательские дарования Н. П. Задорнова были средними и он не владел психологическим мастерством. Культуролог Игорь Кондаков уточнял, что избранный Задорновым жанр романа-эпопеи сам по себе предполагает панорамность временного охвата, неторопливую размеренность повествования, изобилие второстепенных персоналий, дающих «аморфное многофигурное целое», и детальное бытописание. Писатель являлся «типичным порождением эпохи позднего сталинизма». Литературная безликость эпопей Задорнова оправдывалась тем, что в центре повествования находится целостный образ народа и изложение его истории. Тем не менее, И. Кондаков отдавал должное трудолюбию Н. Задорнова и его требовательности к себе. Даже позитивно настроенные критики находили в его романах уязвимые черты: многословие, событийная вялость, обилие литературных штампов, восходящих к газетному стилю. При переизданиях своих произведений писатель охотно учитывал критику, зачастую перерабатывал тексты: дописывал эпизоды, уточнял характеристику персонажей. Это приводило к ветвлению, когда из «Амура-батюшки» проросли три романных цикла.
Попытки Н. П. Задорнова выйти за пределы исторического жанра неизменно оказывались неудачны. Роман на современную тему «Жёлтое, зелёное, голубое…», вышедший в 1967 году под заголовком «Книга 1», так и не получил продолжения. И. Кондаков характеризовал произведение как «блёклое, лакировочное, построенное на банальной и ходульной теме» дружбы писателя и секретаря обкома. Незамеченной прошла и книга путевых очерков 1968 года «Голубой час». В 1991 году писатель попытался представить публике комедию «Последняя попытка», которая так и не была поставлена и «оказалась действительно последней попыткой Задорнова заявить о себе в масштабах всесоюзной литературы».
В некрологе Джинни Вронской из газеты «Индепендент» подчёркивалось, что Н. Задорнов был писателем исторического жанра, который опубликовал более двадцати романов при Сталине, Хрущёве и Брежневе, «оставаясь в стороне от сумрачного мира советской политики». Д. Вронская также высоко оценивала очерки «Голубой час», утверждая, что в современной ему критике Задорнова даже сравнивали с «советским Джеком Лондоном». Его романы публиковались в переводах на английский (в Англии и США), японский и китайский языки. В период распада СССР Задорнов пользовался известностью в правых и патриотических кругах, как «русский писатель, вынужденный в одиночку противостоять врагам».

## Сочинения

### Внецикловые произведения
- Могусюмка и Гурьяныч: повесть. 1937. Впервые издана в 1957 году, повествует о жизни башкир в городе Белорецк после отмены крепостного права (Могусюмка — башкир; Гурьяныч — русский, кузнечный мастер).
- Жёлтое, зелёное, голубое…: роман. — Москва: Советский писатель, 1967. — 215 с. (Обозначен как «часть 1», продолжения которой не последовало).
- Голубой час: очерки. — Москва: Советский писатель, 1968. — 183 с. (Рассказ автора о поездках на восток России (в города Хабаровск и Комсомольск-на-Амуре, на остров Сахалин, Курилы, лиман Амура, Охотское побережье)).

### Трилогия «Амур-батюшка»
- Амур-батюшка: роман. — Хабаровск: Дальгиз, 1944. Перераб. ред. 1958 (две книги) (впервые напечатан в журнале «На рубеже» в 1940 году[27]).
- Золотая лихорадка: роман. — Хабаровск: Кн. издательство, 1971. — 448 с. (является 3-й книгой романа «Амур-батюшка», впервые напечатан в журнале «Дальний Восток» в 1969 году[27]).
- Мангму: повесть. — Хабаровск: Дальгиз, 1946. — 146 с. с иллюстрациями Д. Д. Нагишкина (о жизни нанайцев в ту пору, когда в Хабаровском крае обитали лишь малолюдные разобщённые роды; повесть написана в 1940 году и впоследствии стала первой частью романа «Далёкий край»).
- Далёкий край: роман. — Ленинград: Молодая гвардия, 1949 (первой частью романа стала повесть «Мангму», написанная в 1940 году, а второй — повесть «Маркешкино ружьё», завершённая автором в 1948 году).

### Трилогия «Адмирал Невельской»
- К океану: роман. — Рига: Латгосиздат, 1950 (в 1969 году доработан автором и вышел под названием «Первое открытие»).
- Капитан Невельской: роман. В 2-х книгах. — Москва: Советский писатель. 1956—1958.
- Война за океан: роман. В 3-х книгах. — Рига: Латгосиздат, 1963.

### Трилогия «Чёрные корабли с севера»
- Цунами: роман. — Москва: Советский писатель, 1972.
- Симода: роман. — Москва: Советский писатель, 1975.
- Хэда: роман. — Москва: Советский писатель, 1979. — 432 с. Сдано в набор 09.01.80. Подписано к печати 18.06.80. Тираж 200 000 экз.

### «Гонконгская трилогия»
- Гонконг: роман. — Москва: Советский писатель, 1982. — 368 с. Сдано в набор 04.03.82. Подписано к печати 13.08.82. Доп. тир. 100 000 экз. (Об отношениях России и Великобритании в Тихом океане в конце XIX века).
- Владычица морей: роман. — Москва: Советский писатель, 1989. — 464 с. ISBN 5-265-00551-X. Сдано в набор 19.07.88. Подписано к печати 02.01.89. Тираж 100 000 экз. (Об обороне Петропавловска-Камчатского в 1854 году; основанию Владивостока также посвящён роман «Богатая грива», который не был закончен автором[27]).
- Ветер плодородия: роман. — Москва: Советский писатель, 1992. — 256 с. ISBN 5-265-02315-1. Тираж 50 000 (О заключении Айгунского договора между Россией и Китаем).

### Собрание сочинений
- Собрание сочинений: В 6-ти томах. — Москва: Художественная литература, 1977—1979[28]. Собрание сочинений включает следующие ранее изданные произведения: роман «Амур-Батюшка» (том 1, 1977), роман «Золотая лихорадка» (том 2, 1977), роман «Далёкий край» (том 3, 1978), роман «Первое открытие» (том 4, 1978), роман «Капитан Невельской» (том 5, 1979), роман «Война за океан» (том 6, 1979).

## Фильмография
- Документальный фильм «Тропой Арсеньева» (1984 год; Гостелерадио СССР; Н. Задорнов — автор сценария и ведущий; режиссёр Сергей Сатыренко; оператор Александр Божко; текст читал Юрий Соломин) (смотреть).
- Документальный фильм «Михаил Задорнов. К отцу на край земли» (2009 год, Первый канал, автор и режиссёр — Юлия Ермолина)

## Премии и награды
- Сталинская премия второй степени (1952) — за романы «Амур-батюшка», «Далёкий край», «К океану»
- два ордена Трудового Красного Знамени (03.01.1956; 12.12.1969)
- заслуженный деятель культуры Латвийской ССР (1969)
- орден Дружбы народов (04.12.1979)
- орден Октябрьской Революции (16 ноября 1984) — за заслуги в развитии советской литературы и в связи с 50-летием образования Союза писателей СССР[29]

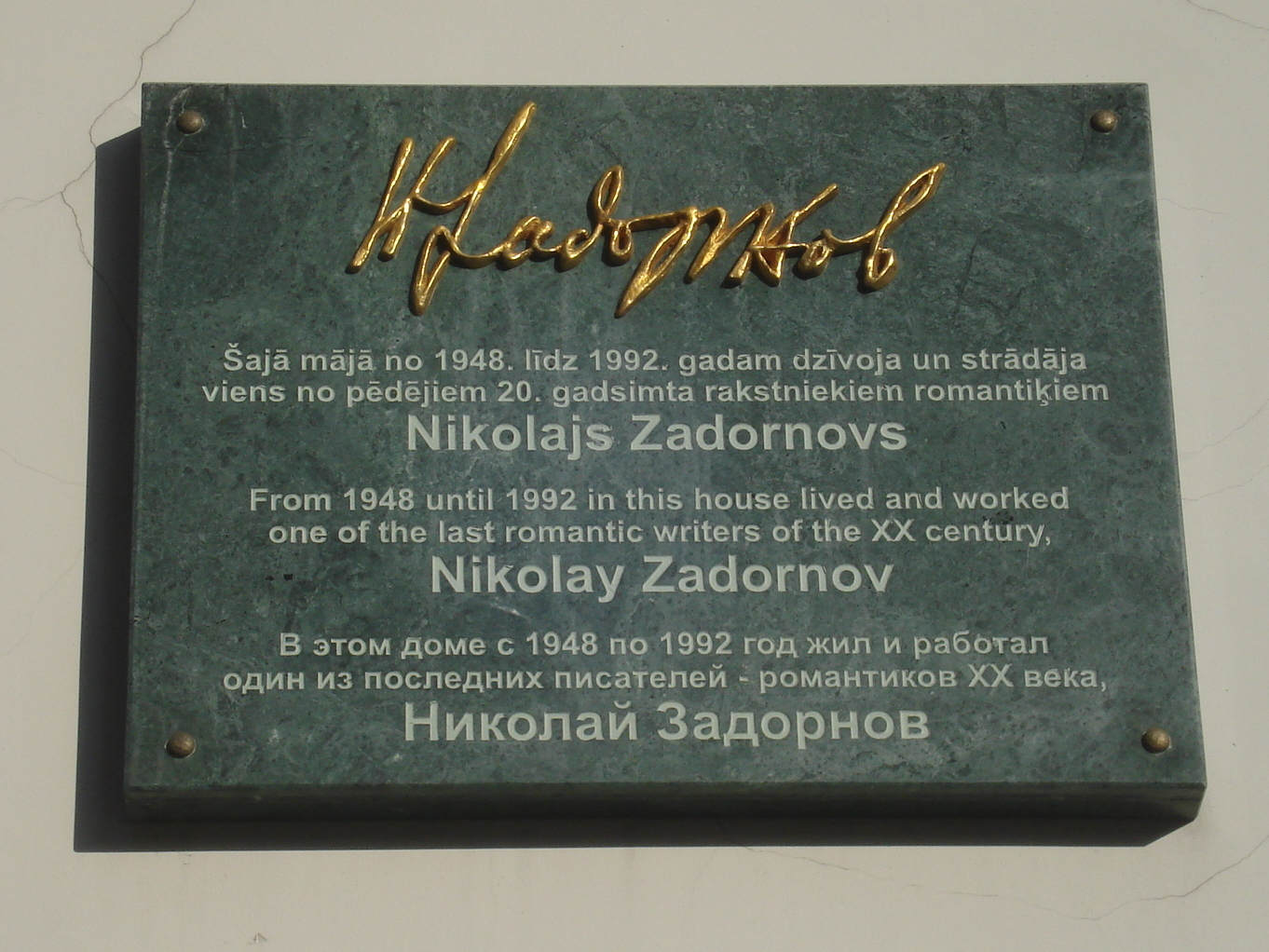
Памятная доска в Риге

- медали.

## Память
- В городе Пензе на доме, где жил писатель (ул. Революционная, 45), открыта памятная доска.
- В Хабаровске на набережной Адмирала Невельского Николаю Задорнову установлен памятник[30].
- В Риге на доме, в котором жил Задорнов в 1948—1992 годах (угол улиц Рупниецибас и Элизабетес), в 2009 году открыта памятная доска.
- В Комсомольске-на-Амуре, была установлена памятная доска Николаю Задорнову на фасаде драматического театра.